# Schlacht bei Jena und Auerstedt
Schleiz – Saalfeld – Jena und Auerstedt – Lübeck – Großpolen – Czarnowo – Golymin – Pułtusk – Dirschau –  Allenstein – Preußisch Eylau – Ostrolenka – Stolp – Danzig – Kolberg – Guttstadt – Heilsberg – Friedland

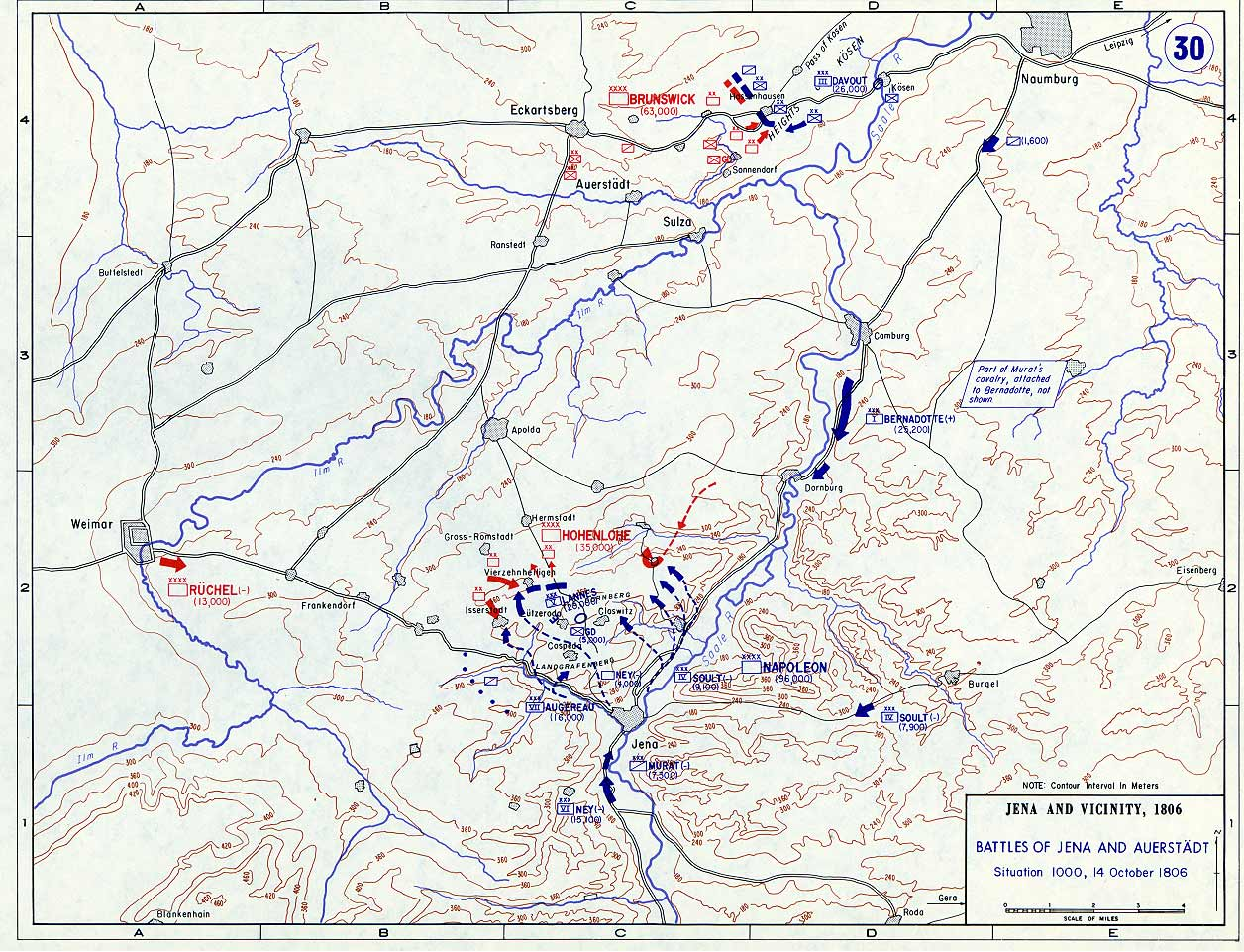
Schlachtsituation am 14. Oktober um 10 Uhr

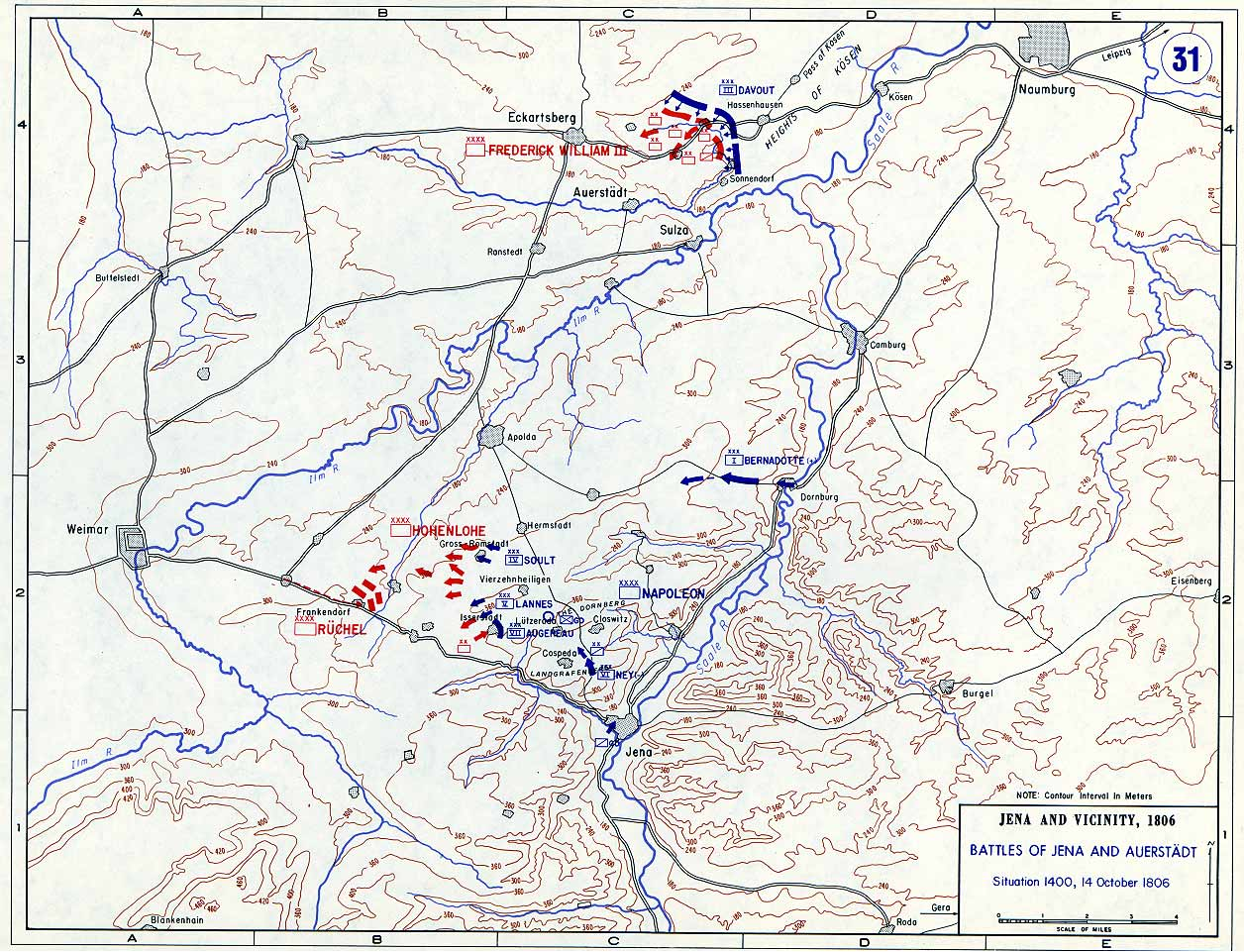
Schlachtsituation am 14. Oktober um 14 Uhr

Die Schlacht bei Jena und Auerstedt (auch Doppelschlacht bei Jena und Auerstedt; bzw. Auerstädt in älteren Quellen) fand während des Vierten Koalitionskrieges am 14. Oktober 1806 in der Nähe der Orte Jena und Auerstedt statt.
Die preußische Armee erlitt eine schwere Niederlage gegen die französischen Truppen. Napoleon Bonaparte schlug am 14. Oktober 1806 mit seiner zahlenmäßig überlegenen Hauptarmee ein preußisch-sächsisches Korps bei Jena, während zur gleichen Zeit circa 25 Kilometer entfernt der französische Marschall Davout mit seinem Korps die ihm zahlenmäßig überlegene preußische Hauptarmee unter dem Herzog von Braunschweig bei Auerstedt schlagen konnte. In älteren Quellen heißt es statt „Schlacht bei Jena und Auerstedt“ auch „Doppelschlacht bei Jena und Auerstedt“. Beide Begriffe lassen nicht erkennen, dass sowohl die Franzosen als auch die Preußen so gut wie keine Kenntnis von den zeitlich parallel verlaufenden Schlachten hatten. Allerdings kann keine der beiden Schlachten unter Ausschluss der anderen betrachtet werden.

## Vorgeschichte
Nach dem überragenden Sieg über die verbündeten Heere Russlands und Österreichs in der Schlacht bei Austerlitz am 2. Dezember 1805 diktierte Napoleon immer mehr die europäische Politik und Aufteilung. Der Frieden von Pressburg am 26. Dezember 1805, den Kaiser Franz II. schließen musste, beinhaltete weite Gebietsverluste der Habsburger in Süddeutschland und in Italien zugunsten Frankreichs und seiner Verbündeten wie Bayern, Baden, Württemberg sowie des Königreichs Italien. In der Neuordnung Europas durch Napoleon wurden Bayern und Württemberg zu Königreichen aufgewertet, Baden, Hessen und Berg zu Großherzogtümern. Napoleon ließ seine Truppen in Mitteleuropa und in Italien stehen, um seine Politik mit militärischem Druck zu unterstreichen. Napoleons Brüder Joseph und Louis wurden zu Königen von Neapel (März 1806) bzw. von Holland (Mai 1806) ernannt. Napoleons Schwager Murat wurde Großherzog von Berg. Unter französischem Protektorat gründete sich dann am 26. Juli der Rheinbund durch 16 deutsche Fürstentümer, die aus dem deutschen Reich austraten. Auf Napoleons Druck hin legte am 6. August 1806 Franz II. die Kaiserwürde des Heiligen Römischen Reichs nieder. Das Heilige Römische Reich Deutscher Nation hörte auf zu bestehen.
Auch auf Preußens Politik nahm Napoleon immer mehr Einfluss. Um Preußens Neutralität im Konflikt mit England, Österreich und Russland zu erreichen, bot Napoleon das Kurfürstentum Hannover als Unterpfand an. Als das französische 1. Korps unter Marschall Jean-Baptiste Bernadotte, der seit Juni 1804 Hannover verwaltet hatte, auf dem Zug gen Süden auf Befehl Napoleons hin die Grenze der preußischen Markgrafschaft Ansbach verletzte und es durchquerte, wurde das verlassene Hannover durch die Preußen besetzt und den Russen wurde der Durchmarsch durch preußisches Gebiet gestattet. Ursprünglich hatte Preußen an Napoleon die Forderung einer Trennung der Kronen Frankreichs und Italiens und die Anerkennung der Neutralität der Schweiz und der Niederlande stellen wollen. Der Sieg Napoleons in der Schlacht von Austerlitz veränderte jedoch die politische Lage. Der preußische Kabinettsminister Haugwitz, der zusätzlich die geheime Weisung zur Friedenshaltung durch seinen König hatte, stimmte am 15. Dezember 1805 in Schönbrunn, wo Napoleon residierte, einem Bündnisvertrag mit Frankreich zu. Dieser sah auch die Übergabe preußischer Besitzungen wie die Markgrafschaft Ansbach an das mit Frankreich verbündete Bayern und das Herzogtum Kleve und das Fürstentum Neuenburg (Neuchâtel) an Frankreich vor. Im Gegenzug sollte Preußen Hannover und für Ansbach eine kleine Region bei Bayreuth erhalten.
Der Besitz Hannovers, das eigentlich in Personalunion mit Großbritannien stand, stellte für Preußen ein Problem dar, da es dadurch in Konflikt mit dem Vereinigten Königreich geriet. Preußen versuchte den Besitz nur als vorübergehende Verwaltung bzw. Pfand darzustellen, bis es Hannover in einem Friedensvertrag wirklich erhalten könne, und wollte auch die Land-Abtretungen solange zurückgestellt wissen. Allerdings zwang Napoleon Preußen mit Kriegsdrohungen in einer Nachverhandlung schärfere Bedingungen auf als zuvor. Die Gebietsübergaben sollten schneller erfolgen, wobei Ansbach an Bayern ohne Gegenleistung übergeben werden sollte und die Grafschaft Valangin zusätzlich an Frankreich fiel. In diesem Vertrag von Paris am 15. Februar 1806 musste Hannover mit voller Souveränität vereinnahmt werden und Preußen sollte alle Häfen für englische Schiffe sperren. Dies hatte zur Folge, dass England und Schweden Preußen den Krieg erklärten und die preußische Handelsflotte bekämpften und vernichteten. Mit weiterem Druck schaffte es Napoleon, auch den preußischen Außenminister Hardenberg, den er für einen Gegner hielt, aus dem Amt zu drängen und ihn durch Haugwitz ersetzen zu lassen. Kurz danach forderte Napoleon für das aus den Herzogtümern Kleve und Berg neugeschaffene Großherzogtum Berg die zu Preußen gehörenden Abteien Essen, Werden und Elten und annektierte – preußischen Protest ignorierend – die Festung Wesel. Als kurz darauf der Rheinbund gegründet wurde, brachte Napoleon einen Norddeutschen Bund unter Preußens Führung ins Gespräch, selbst mit Kaiserkrone für den preußischen König.
Nach dem Tod William Pitts, der ein entschiedener Gegner Napoleons war, übernahm der gemäßigtere Whig Charles Fox das Amt des britischen Premierministers, und Frankreich und England traten in neue, geheime Friedensverhandlungen ein. Als Preußen erfuhr, dass Frankreich England den Vorschlag gemacht hatte, Hannover wieder an das Vereinigte Königreich zurückzugeben, mobilisierte es Anfang August sein Militär. Preußens Ultimatum vom 26. August 1806, Napoleon solle seine Truppen bis zum 8. Oktober über den Rhein zurückführen, veranlasste diesen schließlich zum Handeln.

## Gegnerische Heere im Vergleich

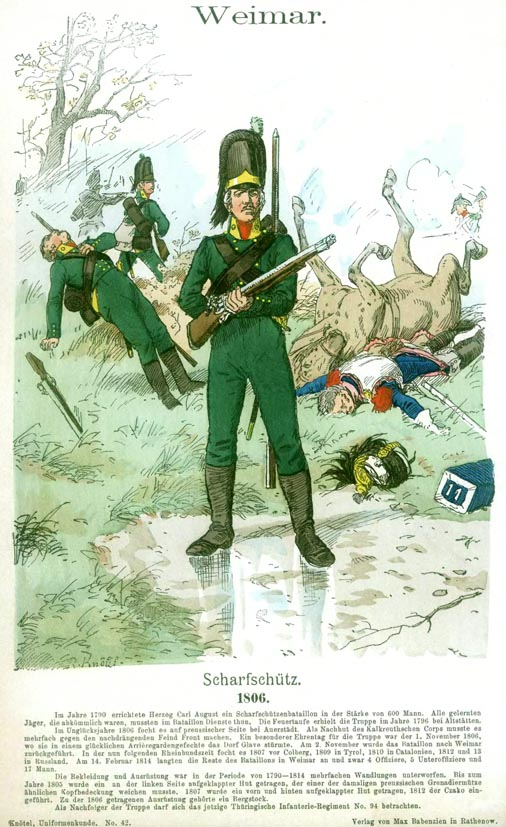
Weimarsches Büchsenschützen-Bataillon, 1806

Die preußische und die kursächsische Armee hatten sich seit den Schlesischen Kriegen nicht wesentlich weiterentwickelt. Beide hielten an der überlieferten Ordnung der Linientaktik fest, den Kampf in aufgelockerter Gefechtsformation (Tirailleurtaktik) beherrschten nur wenige Truppen. Preußen gliederte seine Verbände erst kurz vor dem Krieg in Divisionen, das Zusammenspiel zwischen modernem Generalstab und Operationsführung war kaum erprobt. Die misslichen Erfahrungen aus den Feldzügen am Rhein (1792–1795) und in Polen (1794/1795) hatten bei der überalterten preußischen Generalität zu keinem Umdenken geführt. Das preußische Offizierskorps galt aufgrund des Anciennitätsprinzips allgemein als überaltert. Die Ausrüstung war vielfach mangelhaft, da an ihr, als Folge der Kompaniewirtschaft, gespart wurde. Eine Besonderheit stellten das Büchsenschützen-Bataillon des Doppelherzogtums Sachsen-Weimar-Eisenach dar. Die rund 750 Köpfe starke Scharfschützeneinheit war 1790 gebildet worden und kämpfte nach modernen Grundsätzen. Die Unteroffiziere waren meist gelernte Berufsjäger. In der Schlacht bei Auerstedt stand das Bataillon auf dem äußersten rechten Flügel. Dort deckte es mit Bravour den Rückzug des Kalckreuthschen Reserve-Korps.
Das napoleonische Heer hingegen war kriegserfahren und durch die vorangegangenen Siege hoch motiviert. Es bestand aus jährlich ausgehobenen Wehrpflichtigen, obwohl Napoleon mit Rücksicht auf das französische Großbürgertum („Notabeln“), das seine Herrschaft stützte, zahlreiche Befreiungen von der Wehrpflicht gestatten musste, die an „Exemtionen“ (Herausnahmen aus der Wehrpflicht) des preußischen Kantonsystems erinnerten. Taktisch waren diese Truppen auf dem Stand ihrer Zeit, indem sie Schützentaktik (vgl. Infanterie, Salve), Kolonnentaktik und Linientaktik geschickt variierten. Ein flexibles Bagage- und Verpflegungssystem machte das französische Heer beweglicher und schneller. Freilich artete es oft in Plünderungen aus, die die Zivilbevölkerung stark belasteten. Französische Subalternoffiziere verfügten über keine Pferde; die Soldaten besaßen Wintermäntel anstelle von Zelten. Die Franzosen requirierten gegen Quittung vor Ort, die Preußen operierten mit einem Verpflegungsfuhrpark. Napoleons Soldaten waren also nicht durch einen umfangreichen Tross behindert und konnten deutlich höhere Marschgeschwindigkeiten erzielen.

## Feldzug vom 8. bis 14. Oktober 1806
Napoleon stieß mit seinen Truppen vom Main aus durch Thüringen auf die preußische Hauptstadt Berlin vor. Dadurch hoffte er, die preußische Armee zu einer Schlacht zwingen zu können und gleichzeitig die Sachsen von ihren Verbindungslinien abzuschneiden. Die verbündeten Preußen und Sachsen hatten sich westlich der Saale versammelt, um flexibel auf Napoleons Angriff reagieren zu können, egal ob er östlich oder westlich des Thüringer Waldes erfolgen würde. Als sie von dem Vormarsch Napoleons aus Bayern erfuhren, entstand unter den Oberbefehlshabern ein zeitraubender Streit, ob ihre Kräfte besser westlich (Konzentration der bei Eisenach, Erfurt und Weimar stehenden Teilarmeen) oder östlich der Saale zu sammeln seien, um die Wege nach Berlin und Dresden zu decken. Die Teilarmee des Generals Ernst von Rüchel sammelte sich bei Hannover und zog sich von dort aus über Göttingen und Mühlhausen näher an die Hauptarmee heran. Prinz Louis Ferdinand von Preußen sollte mit einer Vorhutabteilung den Saaleübergang bei Saalfeld decken. Am 10. Oktober wurde dieses Korps im Gefecht bei Saalfeld aufgerieben. Der Prinz fiel in einem Reiterkampf.
Am Tag zuvor trafen bei Schleiz die Truppen von Joachim Murat auf in der Nähe lagernde preußische und sächsische Truppen, wurden aber zurückgeworfen. Erst das Eingreifen von Infanterie unter Marschall Bernadotte entschied den Kampf zu Gunsten der Franzosen. Sie verloren rund 200 Soldaten, während die Preußen 500 Mann durch Tod, Verwundung und Gefangennahme verloren. Das Gefecht bei Schleiz war das erste größere Zusammentreffen preußischer und französischer Truppen in diesem Krieg.
Die Truppen Napoleons gingen nun insbesondere östlich der Saale nach Norden vor, während sich die Verbündeten auf der westlichen Seite des Flusses sammelten. Am 12. Oktober beschlossen sie, einer Schlacht vorerst auszuweichen und mit der Hauptarmee schnell nach Norden zu ziehen, um nicht von Berlin abgeschnitten zu werden. Die Armeekorps der preußischen Generale Fürst zu Hohenlohe und Ernst von Rüchel blieben bei Jena und Weimar stehen, um den Marsch der Hauptkräfte unter Führung des Herzogs von Braunschweig in Richtung auf die Saaleübergänge bei Naumburg zu decken.
Auch Napoleons Aufklärung versagte in diesen Tagen völlig. Er war sich nicht im Klaren darüber, wo sich die Streitmacht der Verbündeten befand; er vermutete sie bei Gera oder weiter nördlich. So sandte er Murats Reiter teilweise in Richtung Leipzig und die Korps von Davout und Bernadotte nach Naumburg. Schließlich entdeckte Lannes am 13. die preußischen Truppen bei Jena. In der Annahme, dass dies die verbündete Hauptarmee sei, konzentrierte Napoleon seine Korps vor Jena und besetzte die Stadt sowie die wichtigen Höhen, insbesondere den Landgrafenberg (280 m) und den Windknollen (363 m), von dem aus er Stärke und Stellung seiner Gegner auskundschaftete. Hatte es auch kleinere Gefechte zwischen den Truppen Lannes und den Preußen nachmittags gegeben, so sahen Letztere sich nicht in Gefahr und die Preußen kampierten auf der Hochebene. Sie hielten einen Angriff von der Seite des Landgrafenberges her für unmöglich, u. a. weil man glaubte, dieser könne mit Kanonen von Jena aus nicht bestiegen werden. Napoleon befahl aber genau dies und seine Truppen arbeiteten die ganze Nacht daran, Geschütze den Landgrafen hinaufzuschaffen.

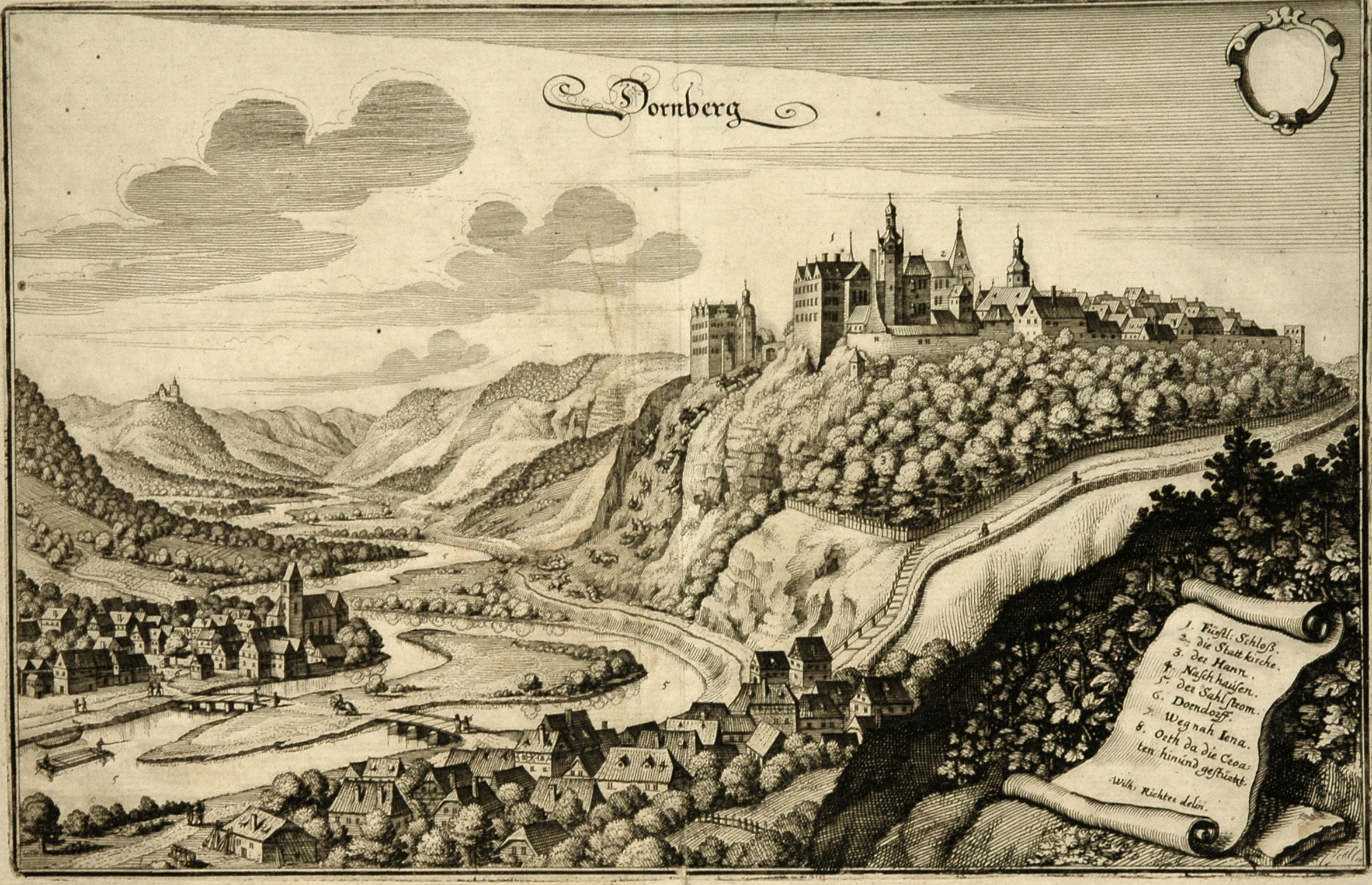
Dornburg. Fürst Hohenlohe verhinderte nicht den Übergang der Franzosen über die Saale und die damit drohende Überflügelung.

In der Nacht zum 14. wurde Davout, der den Kösener Pass besetzt hatte, über Apolda nach Jena beordert. Er solle sich in die Richtung des Kanonendonners begeben. Allerdings endete der Brief:

„Wenn der Marschall Bernadotte sich bei Ihnen befindet, können Sie gemeinsam marschieren, aber der Kaiser hofft, dass er in der Stellung sein wird, die ihm angewiesen ist, bei Dornburg. – Wenn Sie sich Jena soweit genähert haben, dass man Sie dort hören kann, geben Sie einige Kanonenschüsse ab. Diese werden das Signal [zum Angriff] sein, wenn wir nicht gezwungen sind, früher damit anzufangen.“

Dieser Befehl, den Napoleon ca. 22 Uhr schrieb und den Davout um 3:00 Uhr morgens am 14. erhielt, zeigt, dass Napoleon sich noch nicht sicher war, ob er direkt morgens angreifen oder die Schlacht später stattfinden würde. Vermutlich die Kombination aus dem Erfolg, die Kanonen auf den Landgrafen zu bekommen, und des Überraschungsvorteils ließ Napoleon früh beginnen und er verzichtete auf Davouts (ca. 40–50 km von Jena entfernt) und Bernadottes Beteiligung zu Schlachtbeginn. Bernadotte, der sich zwar in Naumburg befand, dessen Truppen aber schon auf dem Weg Richtung Dornburg kampierten, entschied, weiter über Dornburg zu gehen.
Als am nächsten Morgen der Kampf begann, stand Napoleons Hauptarmee nur das Korps Hohenlohe gegenüber, während 22 km in nordöstlicher Richtung bei Hassenhausen das französische Korps Davout unvermutet auf die versammelte preußisch-sächsische Hauptarmee stieß. Bernadotte hatte bei Dornburg das Problem, mit seinen Truppen von der Saalebrücke bis Dornburg 80 bis 100 Höhenmeter unter schweren Umständen zu überwinden, und erreichte in der Folge beide Schlachtfelder nicht.

## Doppelschlacht bei Jena und Auerstedt (14. Oktober 1806)

### Schlacht bei Jena

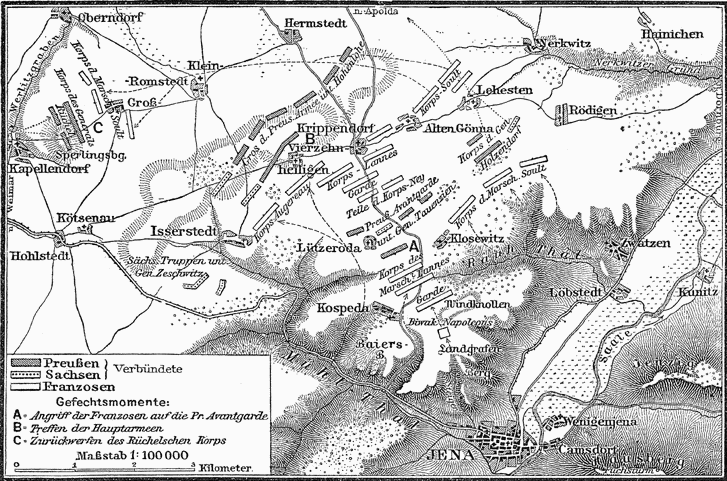
Karte der Schlacht bei Jena 14. Oktober 1806, dargestellt in drei Phasen

#### Vorbereitung (13. Oktober 1806)
Bis zum Vortag der Schlacht bei Jena, dem 13. Oktober 1806, hielt ein sächsisches Bataillon den sogenannten „Landgrafenberg“, einen Höhenzug nordwestlich von Jena, besetzt. Es verteilte sich auf einer Länge von 2 Kilometern und konnte einer französischen Truppe unter der Führung von Marschall Lannes keinen nennenswerten Widerstand leisten. Lannes hatte mit seinen 22.000 Soldaten bereits am Morgen die Saale überschritten und Jena eingenommen. Das sächsische Bataillon gab mit seinem Rückzug den Franzosen eine strategisch günstige Stellung preis. Die preußischen Befehlshaber, allen voran der Fürst zu Hohenlohe, beunruhigte dies jedoch nicht weiter. Sie hielten es für unmöglich, Artillerie auf den steilen Hang zu transportieren. Einen Gegenangriff zur Rückeroberung des „Landgrafenberges“ befahlen sie nicht. Für Napoleon, der mit seiner Garde (8.500 Mann) um 16 Uhr auf dem Landgrafenberg eintraf, bot der Höhenzug einen günstigen Beobachtungsstandort. Von hier aus konnte er, solange kein Nebel die Sicht beeinträchtigte, bis ins Saaletal blicken.  Nachts bewegte das Korps von Marschall Lannes Kanonen am heutigen „Hohen Steiger“ auf den Berg. Napoleon selbst griff in die Organisation ein, als der Artilleriezug sich staute. Der Kaiser zog alle nahe gelegenen französischen Truppen auf dem „Landgrafenberg“ zusammen, wobei die Korps von Soult und Augereau erst in der Nacht eintrafen. Bevor er sich auf der Südseite des Windknollen inmitten seiner Garde schlafen legte, inspizierte er nochmals die einzelnen Korps bei Jena.

#### Ausgangssituation am Morgen des 14. Oktobers
Am Morgen des 14. Oktobers, dem Tag der Schlacht, stand Napoleon lediglich das Korps von Hohenlohe gegenüber. Hohenlohe hatte seine Truppen jedoch nicht zusammengezogen. 22.000 seiner Soldaten lagerten bei Kapellendorf und 8.000 Mann bei Dornburg. Zwischen Kapellendorf und Dornburg, direkt gegenüber der französischen Truppen, befanden sich weitere 8.000 preußische Soldaten des Korps. Es wurde von General Tauentzien geführt. Hohenlohe unterstanden bei Jena somit 38.000 Soldaten. Die sich noch in Weimar aufhaltenden 15.000 Mann unter der Führung von General Rüchel sollten das Schlachtfeld nicht mehr rechtzeitig erreichen. Napoleon verfügte am Morgen über 56.600 Mann; er war den Preußen zahlenmäßig überlegen. Noch immer ging er jedoch davon aus, es mit der preußisch-sächsischen Hauptarmee aufnehmen zu müssen, die er auf mindestens 100.000 Mann schätzte. Bis 11 Uhr erhielt er Verstärkung um zwei weitere Korps. Napoleons Truppenstärke betrug danach 96.000 Mann, wobei jedoch nur 54.000 französische Soldaten in Kampfhandlungen verwickelt wurden.
Am Morgen lag über dem Landgrafenberg noch dichter Nebel. Die schlechten Sichtbedingungen begünstigten, wie der französische General Savary in seinen Memoiren festhalten sollte, die französischen Truppen. Auf dem Landgrafenberg standen Napoleons Soldaten auf „kleiner Fläche äußerst zusammengedrängt“ (so Savary). Bei guter Sicht hätten sie ein leichtes Ziel für die nahe stehende preußische Artillerie geboten. Savary zufolge hätte jeder Schuss der Preußen „getroffen“ und „großen Schaden“ in den französischen Reihen anrichten können. Eine effektive Schlachtformation konnten die Franzosen jedoch nur in der westlichen Ebene von Jena bilden. Daher mussten sie möglichst schnell den langen, schmalen Bergrücken hinabmarschieren und zwar bevor die preußischen Soldaten den Zugang in die Ebene wirkungsvoll abriegeln konnten.

#### Verlauf

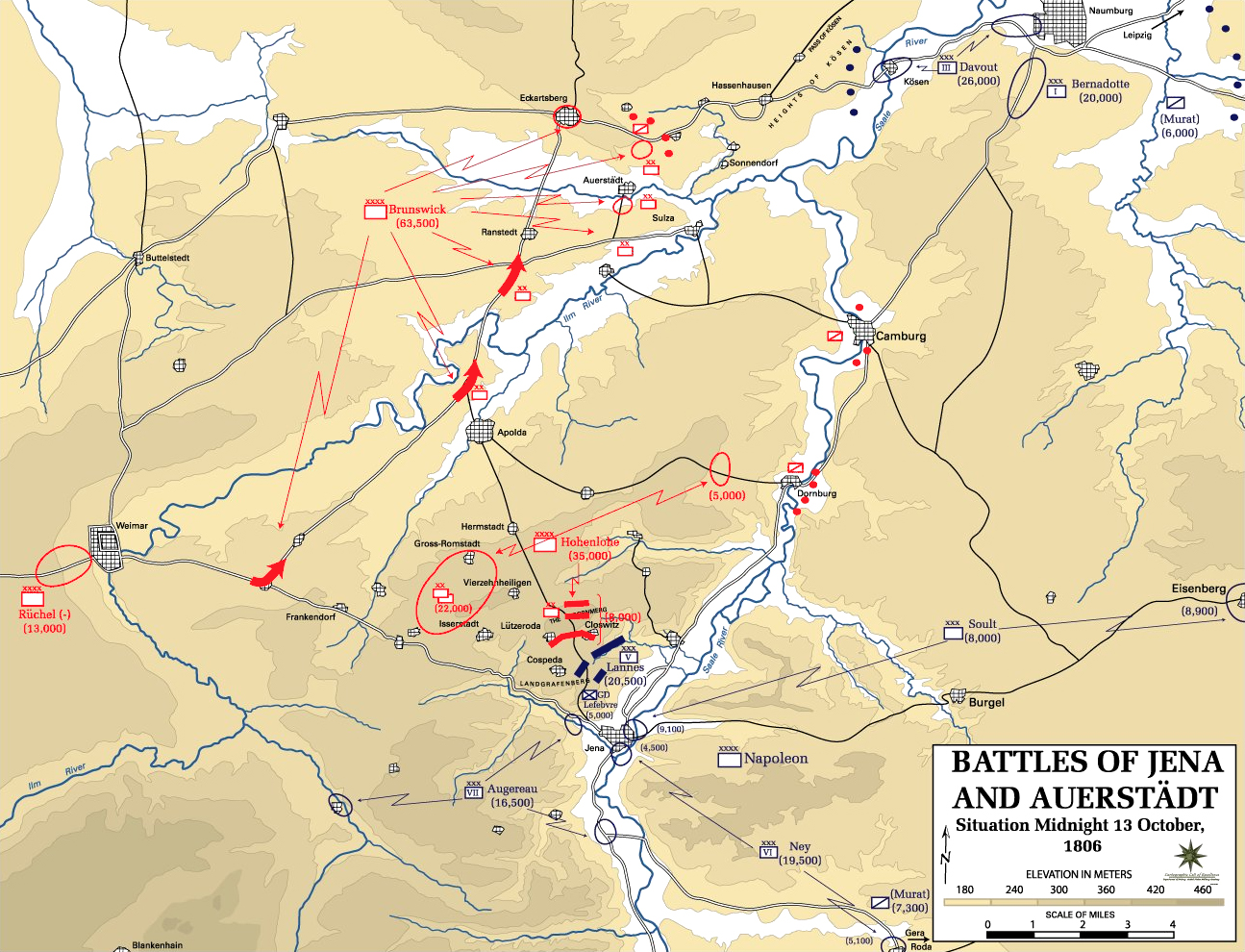
Karte der Schlachten

Um 4 Uhr morgens hielt Kaiser Napoleon mit Marschall Lannes eine persönliche Unterredung. Er teilte ihm letzte Anweisungen für einen Angriff mit. Kurz darauf bestärkte Napoleon die Kampfmoral seiner Truppen, indem er ihre Reihen abritt und in einer Rede an den schnellen Sieg in der Schlacht bei Ulm gegen die Österreicher im Vorjahr erinnerte. Zu einem ersten, kurzen Gefecht kam es bereits kurz vor Napoleons verordnetem offiziellen Angriff um 6 Uhr morgens. Preußische Jägertruppen eröffneten auf die französische Vortruppen von Soult das Feuer. Soults Vortruppe war von Napoleon dafür beauftragt worden, die Straßen von dem Höhenzug in die Ebene auszukundschaften. Aufgrund der schlechten Sichtbedingungen im Nebel wurde das Feuer jedoch relativ schnell vorerst wieder eingestellt. Um 6 Uhr ließ Napoleon das Geschützfeuer auf Closewitz eröffnen. Der Beschuss sollte die anschließende Erstürmung des Dorfes vorbereiten. Anschließend setzten sich die Soldaten von Marschall Lannes in Bewegung, wobei sie auf das preußische Korps von General Tauentzien trafen, das den Zugang in die Ebene versperrte. Die Sichtweite betrug in dem anhaltenden Nebel etwa 100 Schritte. Aufgrund dieser schlechten Sichtbedingungen schätzte Lannes die preußische Division (8000 Mann) zunächst zahlenmäßig stärker ein, als diese tatsächlich war. Erst als sich der Nebel um 8:00 Uhr langsam aufzulösen begann, erkannte Lannes die wahren Kräfteverhältnisse. Er drängte Tauentziens Truppen bis zum Dornberg, der höchsten Erhebung des Schlachtfeldes, zurück, wo sich die Soldaten um 8:30 Uhr ein weiteres Gefecht lieferten.

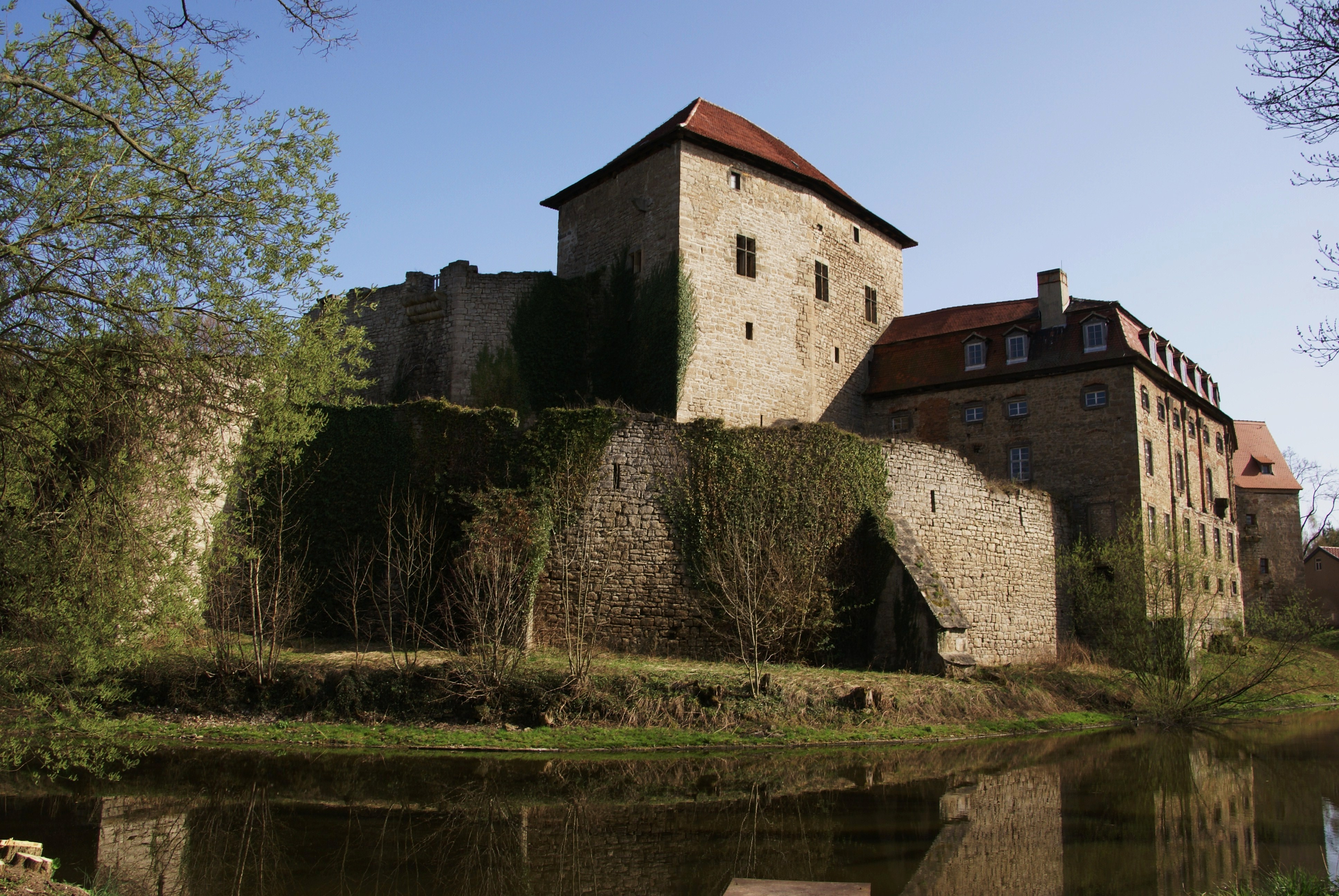
Hauptquartier des Fürsten zu Hohenlohe: Schloss Kapellendorf

Der Fürst zu Hohenlohe war zu diesem Zeitpunkt noch immer nicht auf eine Schlacht vorbereitet. Er ging davon aus, dass die französische Hauptarmee Richtung Naumburg marschierte, um die preußischen Soldaten von einer Überquerung der Unstrut abzuhalten. Hohenlohe rechnete maximal mit kleineren Gefechten. Während die Franzosen ihren Angriff auf Closewitz gestartet hatten, hielten sich die Mitglieder des Hauptquartiers noch in den Schlafräumen von Schloss Kapellendorf auf. Bis kurz vor 7 Uhr wurde in aller Ruhe gefrühstückt. Dass Napoleon das Risiko eingehen würde, von Jena aus anzugreifen, konnte sich die Umgebung Hohenlohes nicht vorstellen, denn im Falle einer französischen Niederlage hätten das schwer zugängliche Terrain und der Fluss einen Rückzug für Napoleon erschwert. So nahm Hohenlohe Benachrichtigungen, die ihm von einem französischen Angriff berichteten, zunächst nicht ernst. Er behinderte um 8 Uhr den Befehl von General Grawert, die Zelte abzubauen und sich auf eine Schlacht vorzubereiten. Erst um 8:30 Uhr gab Hohenlohe den Befehl, auf die französische Offensive zu reagieren.
Wie schon an den Vortagen herrschte Nebel bis gegen 9 Uhr. Das Lager der Preußen war von Massenbach in Erwartung der Franzosen längs der Straße von Jena nach Weimar in Richtung Südwesten abgesteckt worden; tatsächlich aber erfolgte der Angriff von Südosten her über den Steilabhang des Saaletals. Die Truppen des preußisch-sächsischen Gros sammelten sich deswegen erst spät und zögernd, als ihre Vorhut unter Tauentzien schon längst massiv zurückgedrängt wurde.
Der französische Angriff erfolgte gegen 6.00 Uhr morgens vom Landgrafenberg und dem Windknollen bei Jena aus dem Nebel heraus mit überraschend starker Artillerieunterstützung. Er traf auf die preußische Vorhut unter Tauentzien. Dieser befehligte sein eigenes Avantgarde-Detachement, das sich in den Vortagen kämpfend unter geringen Verlusten von Hof her zurückgezogen hatte. Zusätzlich war ihm der Befehl über die Reste der im Gefecht bei Saalfeld geschlagenen Vorhut des gefallenen Prinzen Louis Ferdinand von Preußen übertragen worden. Der sächsische Befehlshaber Generalleutnant Zezschwitz ließ seine Division unter General Niesemeuschel auf dem Höhenzug der sogenannten »Schnecke« südwestlich von Lützeroda in Abwehrstellung gehen.
Napoleon befahl dem V. Korps unter Lannes, die vorgeschobenen preußisch-sächsischen Stellungen erst bei den Dörfern Cospeda, Lützeroda und Closewitz und danach bei Rödigen und Lehesten anzugreifen. Dazu waren links die Division Gazan, rechts die Division Suchet angesetzt worden. Gegenüber den Sachsen bildete das französische VII. Korps unter Augereau den linken Flügel, die Division Desjardin konnte mit der Vorhut in Isserstedt eindringen, während dahinter die Division Heudelet aus dem Mühltal nachrückte. Auf dem Landgrafenberg verblieb unter Marschall Lefebvre die in fünf Treffen zu Karees formierte kaiserliche Garde und folgte später hinter Lannes zum Dornberg nach. General Tauentzien befehligte angeschlagene, ungenügend vorbereitete Truppen. Das Regiment Zweiffel unter Oberst Brandenstein wurde auf der Höhe zwischen Krippendorf und der Windmühle von Vierzehnheiligen angegriffen. Es gelang den französischen Truppen, diese Einheiten durch das nebelige Schlachtfeld vom Dornberg abzudrängen. Das IV. Korps unter Marschall Soult, das den rechten Flügel der Franzosen bildete, hatte durch das Rautal vorgehend die Hochfläche erreicht. Die Division Saint Hilaire und die Kavallerie-Brigade Margaron drängten den linken Flügel von Tauentzien auf Kloswitz ab und gerieten dann bei Rödigen auf die intakten Linien des preußischen linken Flügels unter General Holtzendorff. Währenddessen war Tauentziens geschlagene Vorhut an Krippendorf vorbei auf Klein-Romstedt zurückgegangen.
Die preußische Hauptmacht unter Hohenlohe formierte sich mit Front in Richtung der Dörfer Isserstedt und Vierzehnheiligen und griff gegen 9:30 Uhr an. Isserstedt wurde zunächst zurückerobert. Die Infanterie der preußischen Division Grawert griff das Dorf Vierzehnheiligen an und brachte das Gefecht dort vorläufig zum Stehen. Auf Hohenlohes Befehl rückten die preußisch-sächsischen Truppen nahe an Vierzehnheiligen heran und beschossen es, in Linie stehend und ohne Deckung. Diese schutzlose Stellung wurde eineinhalb Stunden, in denen die französische Infanterie und Artillerie auf die Truppen Hohenlohes feuerte, beibehalten, weil Hohenlohe glaubte, nicht ohne die Unterstützung Rüchels angreifen zu können, der von Weimar aus heranmarschierte. Auch der preußische linke Flügel unter Holtzendorff wurde durch das Korps Soult bis hinter Altengönna zurückgeworfen und musste sich auf Hermstedt und Apolda zurückziehen. Dabei wurde General Sanitz verwundet und fiel bei Heiligenholz in französische Gefangenschaft. Die preußische Front blieb zu weit ausgedehnt, und die Franzosen, die andauernd Verstärkungen vom Korps Ney erhielten, drohten bei Vierzehnheiligen mit Überflügelung und Einkreisung des Dorfes. Die preußische Frontlinie brach infolge des gegnerischen Dauerbeschusses ohne Deckung beim Angriff der immer stärker werdenden französischen Infanterie auseinander, woraufhin Hohenlohe den Rückzug befehlen musste, der aber, als die Kavallerie unter Murat angriff, zu einer panischen Flucht führte.

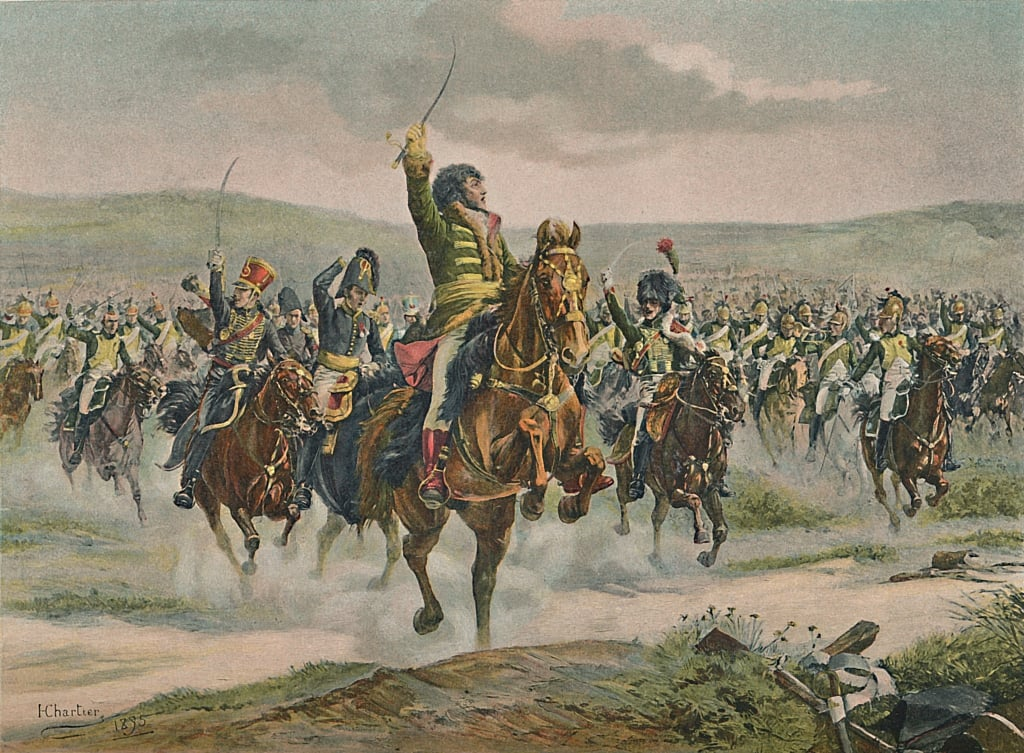
Angriff der Kavallerie Joachim Murats, des Großherzogs von Berg, in der Schlacht von Jena. Historienbild von Henri Chartier, 1895

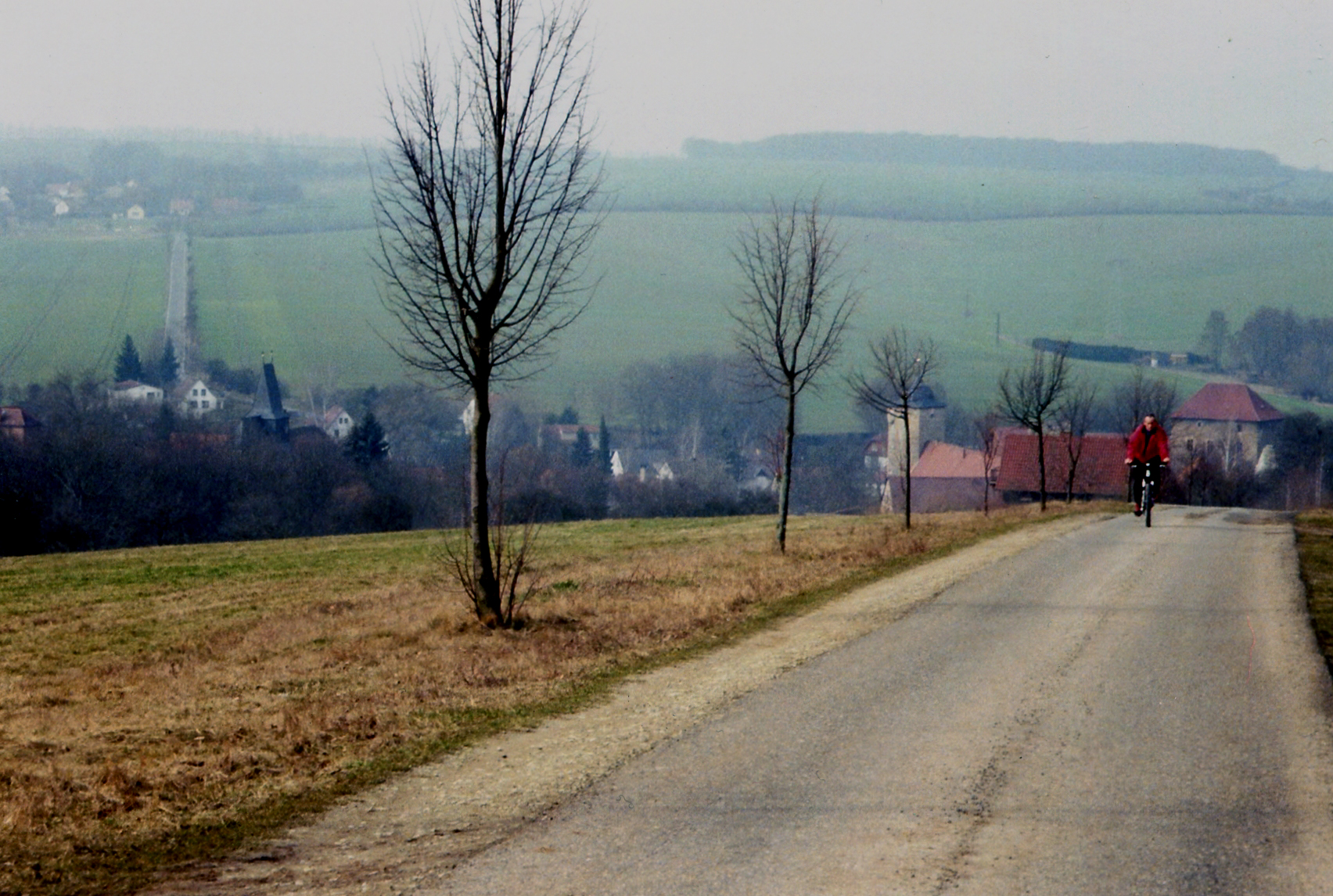
Die starke Talsenke von Kapellendorf

Gegen 13 Uhr erreichte Rüchels Korps Kapellendorf, wo ihm bereits das aufgelöst flüchtende Korps Hohenlohe entgegenkam. Rüchels Korps unternahm einen missglückten Gegenstoß, bei dem es empfindliche Verluste erlitt und auch Rüchel schwer verwundet wurde. Danach ging es in der Masse der in Richtung Weimar und weiter zur Festung Erfurt Fliehenden unter. Insgesamt wurden ca. 10.000 preußische und sächsische Soldaten getötet oder verwundet und weitere 10.000 gefangen genommen. Die Franzosen hingegen hatten nur etwa 7500 Tote oder Verwundete zu verzeichnen.

### Schlacht bei Auerstedt

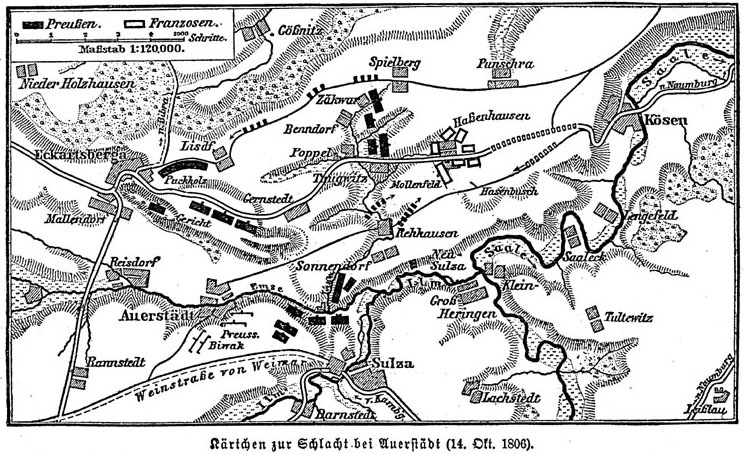
Karte der Schlacht bei Auerstedt, 14. Oktober 1806

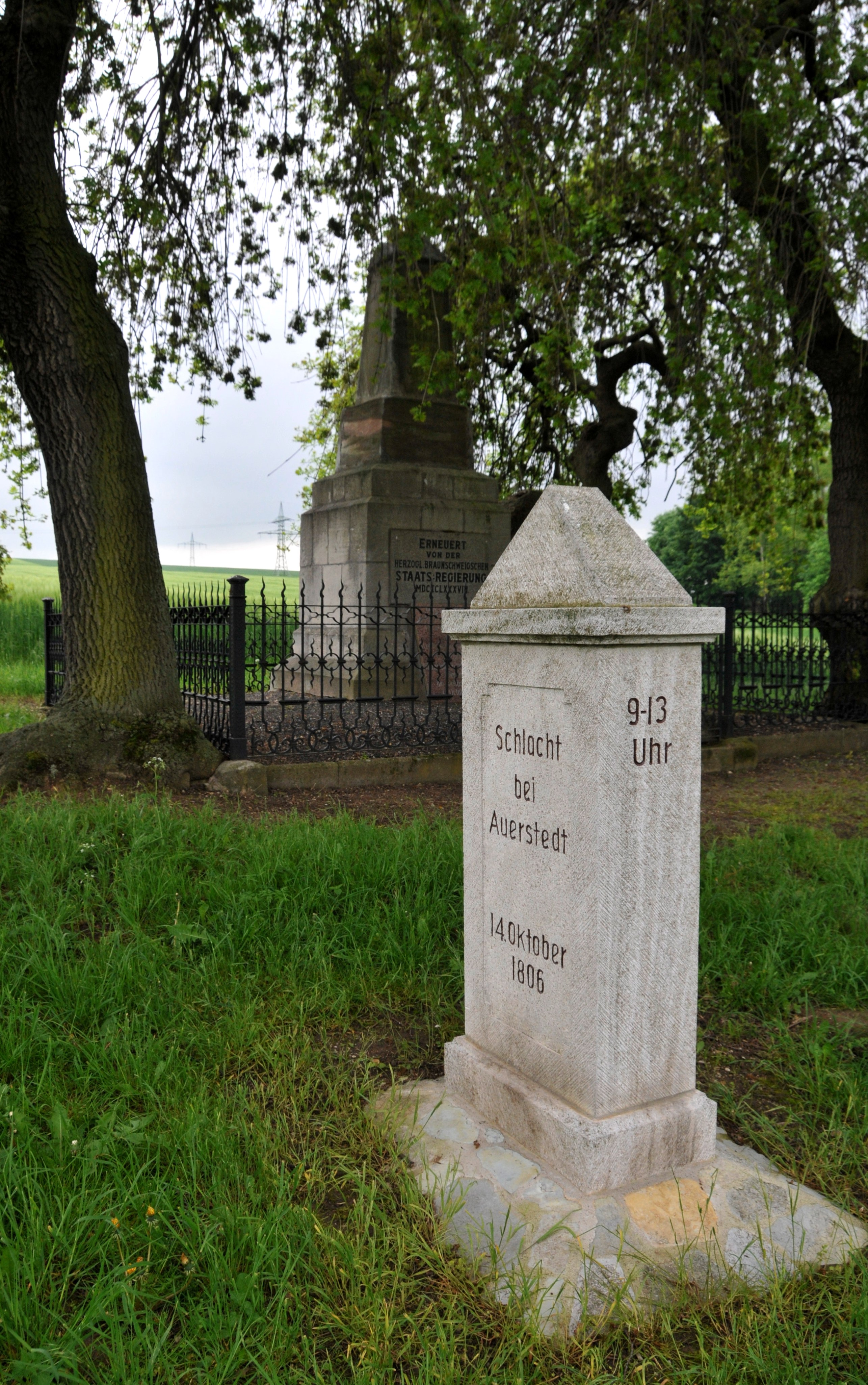
Denkmal (im Hintergrund) zu Ehren des Herzogs Ferdinand bei Hassenhausen mit Mahnmal zu Ehren der Gefallenen

15 Kilometer weiter nördlich kämpften unterdessen 27.300 Franzosen unter Marschall Davout gegen ca. 49.800 Preußen unter dem Herzog Karl Wilhelm Ferdinand von Braunschweig.
Die preußische Kavallerie war in der Schlacht bei Auerstedt 8800 Reiter stark, die französische hingegen nur 1300. Außerdem verfügten die Preußen über 230, die Franzosen dagegen nur über 44 Kanonen. Allerdings waren die Befehlshaber beider Seiten über die gegnerische Stärke im Unklaren. Das Schlachtfeld war mit unerwartet dichtem Nebel verschleiert. Das preußische Heer war durch das Überqueren der Ilm über die einzige Brücke in lange Reihen auseinandergezogen. Die französische Avantgarde traf bei Hassenhausen auf die preußische Vorhut und wurde dann durch die preußische Kavallerie unter General Blücher angegriffen, konnte diese aber unter schweren Verlusten abwehren.
Die französische Division Gudin konnte in das Dorf Hassenhausen eindringen, während die Division Friant um ca. 9 Uhr in den Angriff übergehende preußische Truppenverbände nördlich der Chaussee nach Kösen festhielt. Davout befahl seinem 21. Infanterieregiment, die Stellungen in Hassenhausen und dem 12. Regiment, seinen linken Flügel zu verstärken, nachdem sein rechter Flügel durch die Ankunft der Division Morand gesichert war. Kurz nach dem Angriff der preußischen Division Schmettau wurde der Herzog von Braunschweig am Kopf durch eine Kugel getroffen, woraufhin er sein Augenlicht verlor. Die zum Angriff angesetzte preußische Division des Generals Wartensleben wurde selbst durch Morands Truppen zurückgeworfen, Wartensleben wurde verletzt und sein Pferd unter ihm erschossen. Da auch General Schmettau schwer verletzt war und kein neuer Oberbefehlshaber ernannt wurde, um den Herzog zu ersetzen, gab es auf preußischer Seite keine einheitliche Kampfführung mehr. Jeder Offizier blieb sich in taktischen Fragen selbst überlassen, was man im preußischen Heer nie geübt hatte.
Nach weiteren Kämpfen ordnete Preußens König Friedrich Wilhelm III. am Nachmittag schließlich den Rückzug an. Er hatte erst gar nicht versucht, die stattliche Reserve unter Kalckreuth, darunter die Gardekavallerie, in die Kämpfe eingreifen zu lassen. Der Rückzug verlief, anders als bei Jena, zunächst geordnet, wenn auch führerlos. Bald entstand jedoch ein heilloses Durcheinander mit den aus Richtung Jena nach Erfurt flüchtenden Truppen. 10.000 Preußen wurden getötet oder verwundet, 3000 gerieten in Gefangenschaft. Die Franzosen hatten 7420 Soldaten verloren. Marschall Davout, der eine doppelte Übermacht geschlagen hatte, wurde durch Napoleon mit dem Titel Herzog von Auerstedt geehrt.

### Ursachen der Niederlage
Die Hauptursache ist in der Unentschlossenheit Friedrich Wilhelms III. und des Herzogs von Braunschweig zu sehen, die sich übervorsichtig und zaudernd gegenseitig die Verantwortung zuschoben und auf das Handeln des jeweils (aus eigener Sicht kompetenteren) anderen vertrauten. Demgegenüber sind die Rivalitäten und Allüren der führenden Generäle Hohenlohe, Rüchel und Kalckreuth zweitrangig.
Die Schlacht musste nicht zwangsläufig verlorengehen, wie Clausewitz analysierte: Napoleon war ein hohes Risiko eingegangen, als er seine Truppen spätabends einen Geländesporn rund um den Landgrafenberg besetzen ließ. Auf engem Raum drängten sich im Zentrum das Korps Lannes und die Garde (das VI. Korps unter Ney konnte erst im Laufe des Vormittags mit der Division Marchand nachrücken). Ein entschlossener früher und massiver Angriff der preußisch-sächsischen Truppen hätte die zu diesem Zeitpunkt noch deutlich unterlegenen Franzosen wieder den Steilhang abwärts in das Straßengewirr von Jena gestürzt, wo nur unzureichende Rückzugsmöglichkeiten über zwei schmale Brücken über die Saale bestanden – die Katastrophe wäre wohl unvermeidlich gewesen. Diesen Angriff hatte Hohenlohe bereits vorbereitet, unterließ ihn aber, als im Moment des Angriffs Massenbach aus dem Hauptquartier mit dem Befehl zurückkam, Kampfhandlungen zu vermeiden.
Napoleon hatte jedoch die preußische Unentschlossenheit richtig eingeschätzt. Er im Gegenteil griff stets entschlossen und energisch an und koordinierte effektiv seine Armeekorps, die unter dem Befehl relativ junger kriegserfahrener Marschälle standen, mit Selbständigkeit, Verantwortung und Engagement – das genaue Gegenteil der preußischen Generalität.

## Nachwirkungen

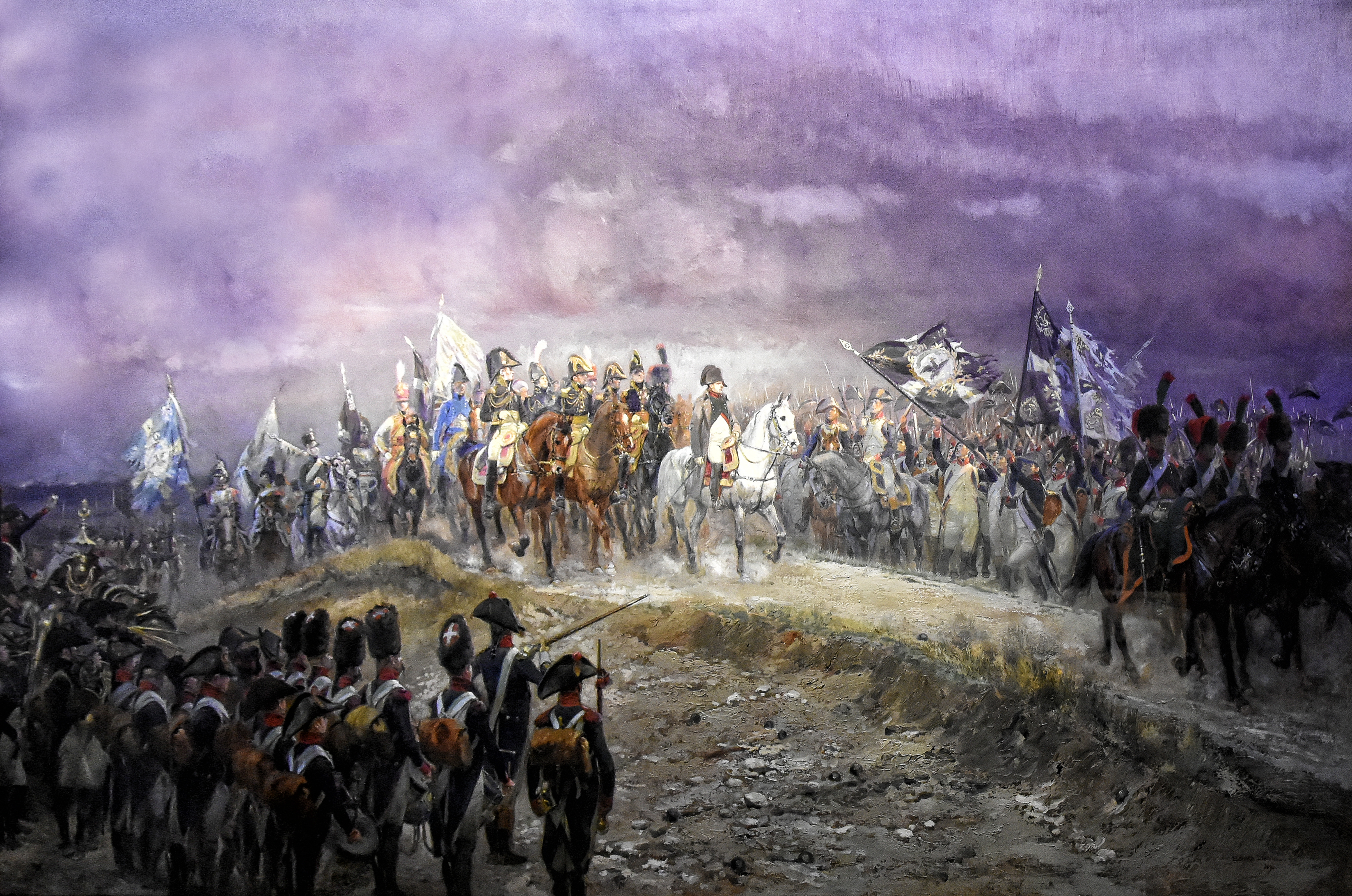
Le Soir d’Iéna, 8 octobre 1806 oder La victoire est à nous von Edouard Detaille – Les Invalides Paris

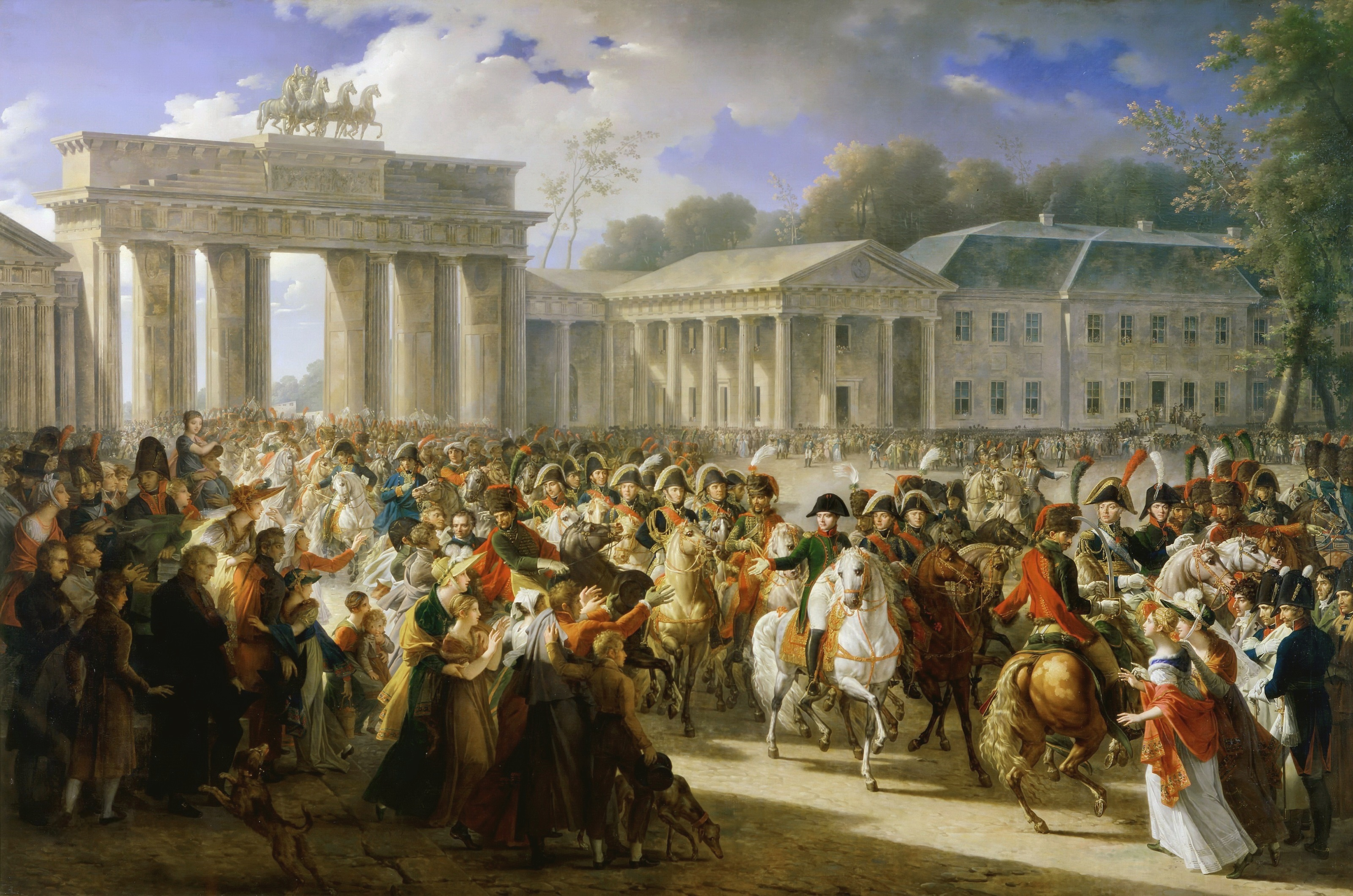
Einzug Napoleons in Berlin am 27. Oktober 1806 (Historiengemälde von Charles Meynier, 1810)

Die Niederlagen waren zwar bitter für die preußisch-sächsische Armee, doch sie allein führten noch nicht zu einer Katastrophe. Auf dem Rückzug hatte man versucht, die französischen Truppen im Norden zu umgehen und ihnen den Weg nach Berlin zu verlegen. Das misslang, da die französischen Korps schneller nach Norden vorstoßen konnten. Ein großer Teil der Truppe desertierte. Während dieses Rückzugs wurden die Soldaten von den französischen Truppen rücksichtslos verfolgt und zersprengt. Nur wenigen größeren Abteilungen gelangen geordnete Rückzüge, bei denen sich vor allem Blücher und Scharnhorst auszeichneten. Aber innerhalb weniger Wochen wurden sie noch westlich der Oder bei Halle, Prenzlau und Lübeck zur Kapitulation gezwungen. König Friedrich Wilhelm III. entkam samt Familie nach Ostpreußen, und Napoleon zog am 27. Oktober als Sieger in Berlin ein.
Louis-Nicolas Davout erhielt in der noblesse impériale den Titel eines Herzog von Auerstaedt, der an die Schlacht erinnern sollte. Während des Zweiten Kaiserreichs erneuerte Napoleon III. diesen Titel im Jahre 1864 für Léopold Davout (1829–1904), dessen Nachkommenschaft sich bis heute fortsetzt.
In den Monaten Oktober und November kapitulierten die großen preußischen Festungen Erfurt, Spandau, Stettin, Küstrin, Magdeburg und Hameln kampflos. 
Nachdem der König am 1. Dezember im Ortelsburger Publikandum die Erschießung eines jeden Kommandanten angekündigt hatte, der seine Festung „nicht mit den angestrengtesten Kräften bis aufs Äußerste“ behaupte, wehrten sich andere Festungen bis zur Erschöpfung aller Mittel: Breslau, Brieg, Glogau, Danzig, Glatz und Neisse. Bei Friedensschluss befanden sich noch Kolberg, Glatz, Graudenz, Silberberg, Kosel und Pillau in preußischer Hand. Gegen die Kommandanten der kapitulierenden Festungen wurden Militärgerichtsverfahren eingeleitet, die mit zwei Todesurteilen endeten. 
Im Fall Spandau wandelte der König es in Festungsarrest auf Königliche Gnade um, und im Fall Küstrin konnte es wegen Desertion nicht vollstreckt werden.
Mit den verbliebenen Resten und den Reservetruppen setzte Preußen den Kampf östlich der Weichsel an der Seite der russischen Armee fort. Rüchel, inzwischen Gouverneur der Provinz Preußen, half gemeinsam mit Hardenberg von Königsberg aus, den Nachschub für die russische und die preußische Armee zu organisieren. Die Preußen erzielten unter General L’Estocq sogar örtliche Erfolge, wie z. B. in der Schlacht bei Heilsberg. Erst nach weiteren blutigen Schlachten wurde der Krieg schließlich beendet: Während die russische Armee unter General Levin August von Bennigsen im Verbund mit dem preußischen Hilfskorps unter L’Estocq die Grande Armée in der Schlacht bei Preußisch Eylau erstmals an den Rand des Zusammenbruchs brachte, untergrub Bennigsens Niederlage in der Schlacht bei Friedland sowie die anschließende Besetzung von Königsberg den Kriegswillen des Zaren.
Als Napoleon und Russland am 21. Juni 1807 einen Waffenstillstand schlossen, hatte er – bis auf Großbritannien, Schweden und das Osmanische Reich – sämtliche europäische Staaten erobert oder mit Verträgen an sich gebunden. Nur wenige Wochen später kam es am 7. Juli zum Frieden von Tilsit zwischen Frankreich und Russland, in dem festgelegt wurde, dass Preußen die Hälfte seines Staatsgebietes abtreten musste, aber erhalten blieb. Preußen blieb zwei Tage darauf keine Wahl, und es unterzeichnete ebenfalls ein entsprechendes Friedensabkommen. Napoleon setzte zudem die Entlassung von Hardenberg und Rüchel durch. Im Königsberger Folgeabkommen vom 12. Juli 1807 verpflichtete sich Frankreich, seine Truppen aus Preußen Zug um Zug entsprechend der Abgeltung der noch festzusetzenden Kontributionen zurückzuziehen.
Die Höhe der Kontribution wurde von Napoleon erst am 8. September 1808 in der Pariser Konvention festgelegt. Nach diesem Abkommen sollten bis zur Zahlung von 120 Millionen Francs in den preußischen Festungen Stettin, Küstrin und Glogau französische Garnisonen verbleiben, das preußische Heer auf 42.000 Mann reduziert werden und jede Art von Miliz oder Reserve verboten sein. 
Frankreich verpflichtete sich, Preußen bis auf die Festungen innerhalb von 40 Tagen zu räumen.
Die katastrophale Niederlage machte Preußen den Weg frei für weitgreifende Reformen im Gemeindeverfassungs- und Gewerberecht (Städteordnung, Gewerbeordnung), Agrar-, Militär- und Bildungswesen (Bauernbefreiung, Wehrpflicht, Universität Berlin und Gewerbeschulen). 
Die Reformen trugen dazu bei, dass Preußen 1813 wieder in der Lage war, gegen Napoleon zu kämpfen.
Nach dem Wiener Kongress 1814/1815 wurde Preußen wieder eine Großmacht in Europa.
Die europäische Geschichtswissenschaft setzt die Epochen-Zäsur zwischen „Neuere und Neueste Geschichte“ auf das Jahr 1789 (Französische Revolution); für Preußen im Speziellen gilt die Schlacht bei Jena und Auerstedt als eine Epochenzäsur.

## Trivia
Am 11. Oktober 1806, drei Tage vor der Schlacht, gab der Jenaer Professor Hegel noch rasch das endlich fertige, umfangreiche Manuskript seines ersten Hauptwerks Phänomenologie des Geistes auf die Post an seinen Verleger. Durch die Falschmeldung, die Franzosen seien in die Stadt eingebrochen, entstand für den Rest des Tages ein Chaos in der Stadt und ihrer Umgebung, so dass Hegel lange Zeit den Verlust des Manuskripts befürchtete, das aber tatsächlich seinen Verleger erreichte.
Am Abend der Schlacht wurde Goethe in seinem Haus in Weimar von plündernden französischen Soldaten bedroht und durch das beherzte Eingreifen seiner langjährigen Lebensgefährtin Christiane Vulpius gerettet. Er heiratete sie fünf Tage später am 19. Oktober 1806. Als Gravur für die Ringe wählte Goethe das Datum der Schlacht bei Jena: 14. Oktober 1806. Die Trauung vollzog sein langjähriger Freund Wilhelm Christoph Günther in der Sakristei der Jakobskirche in Weimar ohne Aufbringen des notwendigen dreifachen Aufgebots. Man hatte die Gunst der Stunde genutzt, die 18 Jahre dauernde „wilde Ehe“ zu legalisieren, auch weil der Herzog kriegsbedingt nicht in Weimar weilte.
Ein Diorama in der Modellbahn Wiehe zeigt den Abmarsch französischer Truppen nach der Schlacht durch das Unstruttal bei Freyburg. Ein wesentlich älteres, ähnlich geartetes Diorama, welches jedoch die Schlachtaufstellung in Hassenhausen zeigt, befindet sich in der Eckartsburg im ersten Stock des Bergfrieds.

## Gedenken

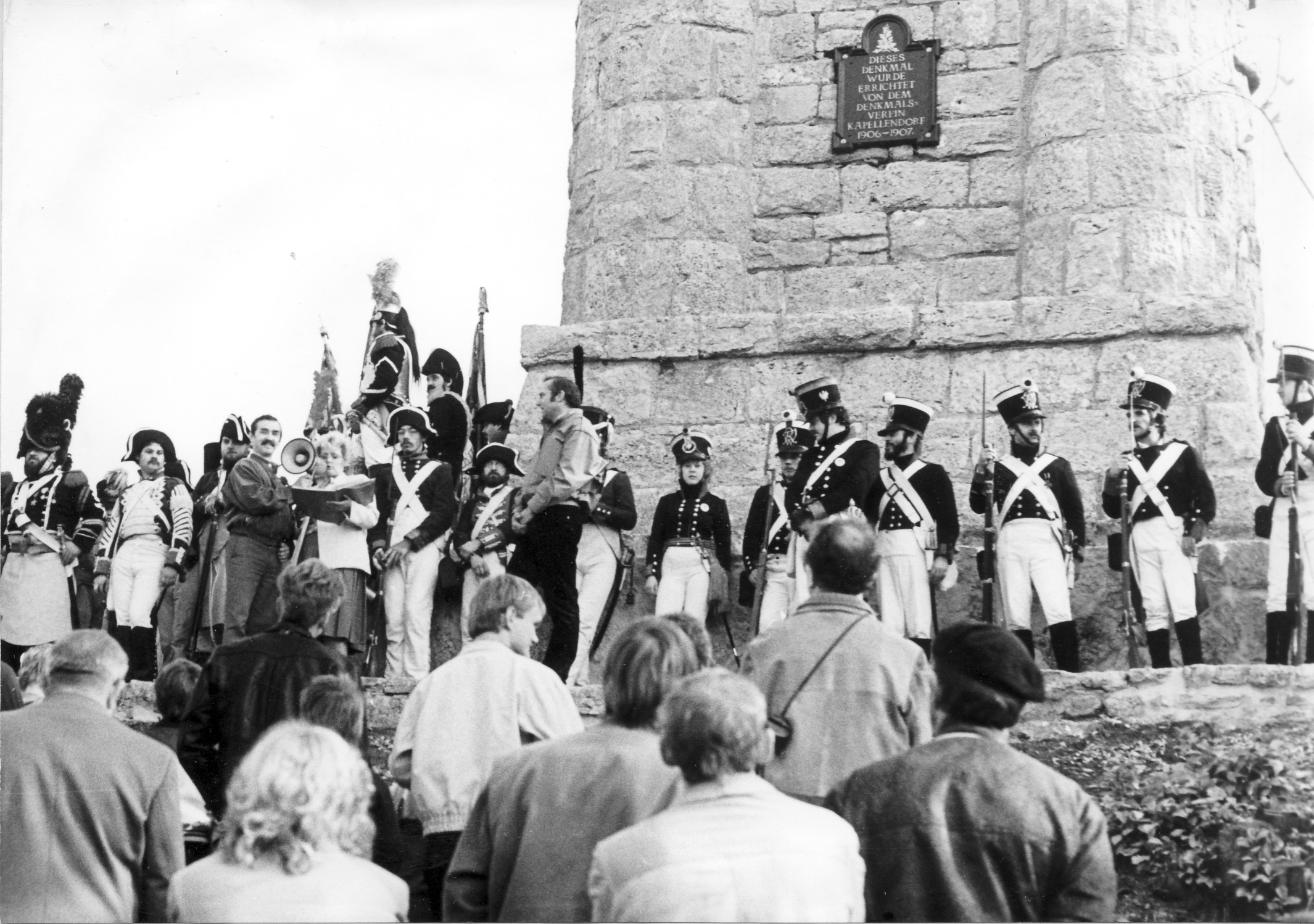
Begrüßung der Teilnehmer der 180-jährigen Wiederkehr des Tages der Schlacht

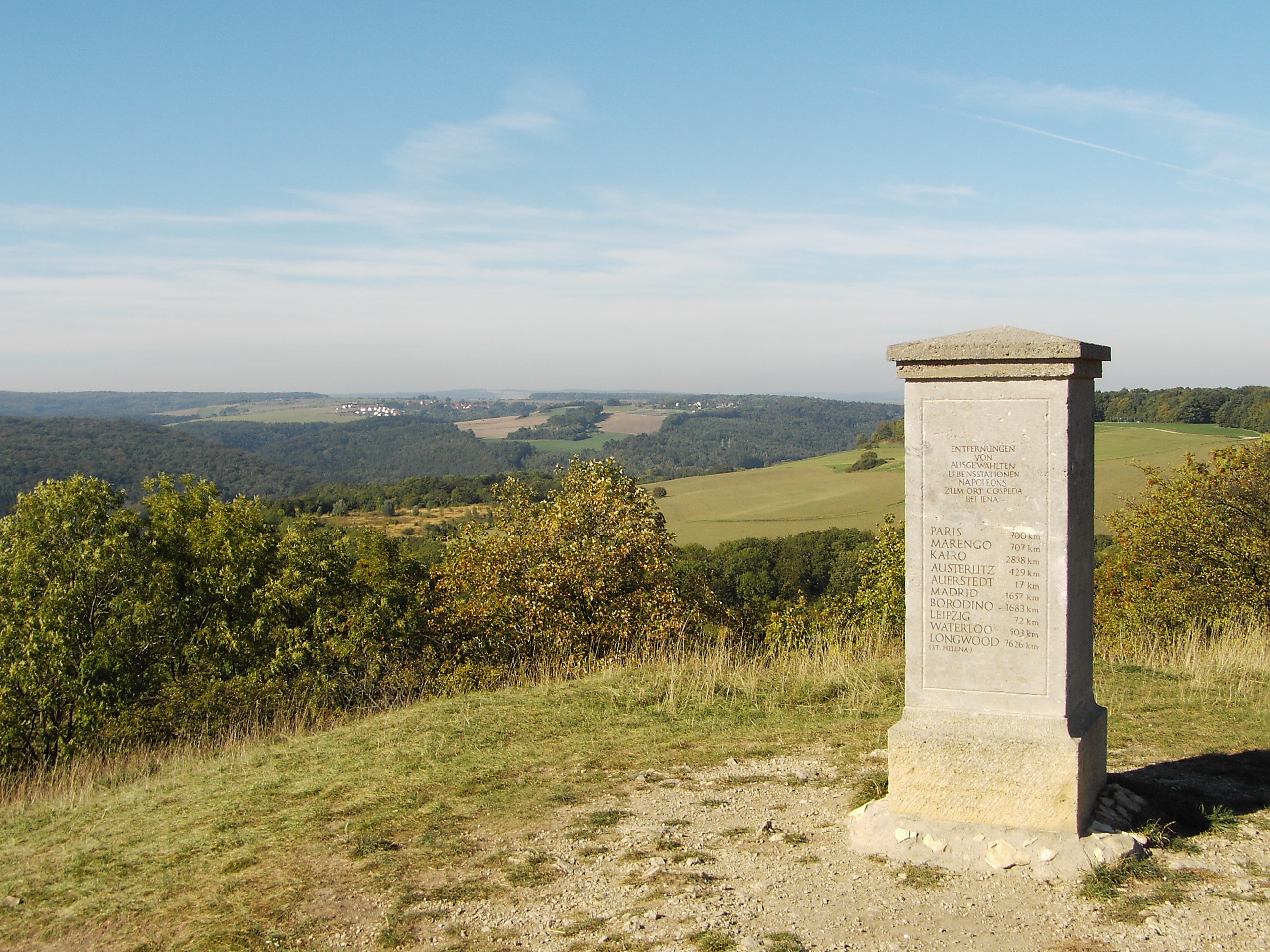
Napoleonstein bei Cospeda

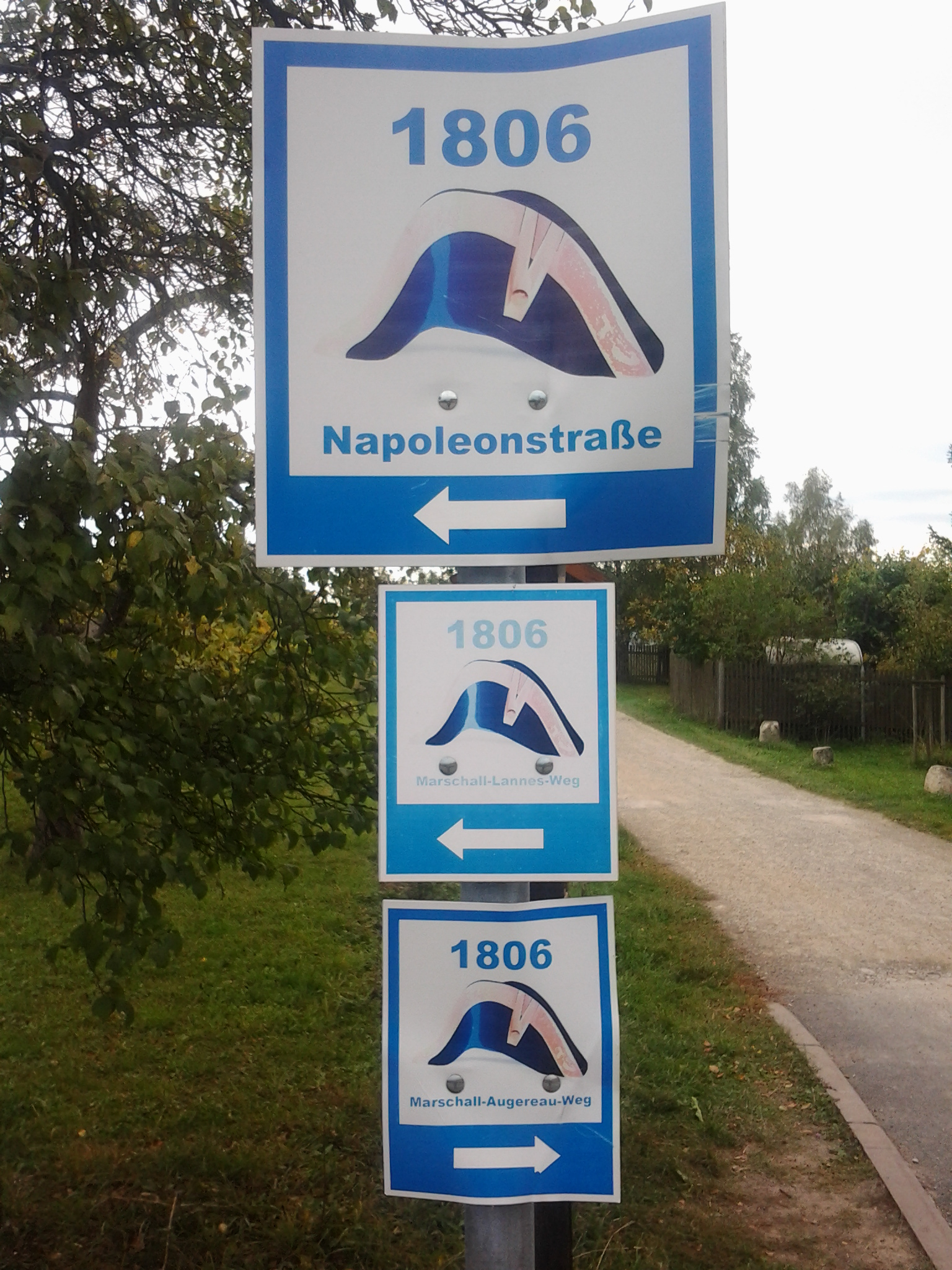
Drei Wegweiser von Straßen und Wanderwegen in der Nähe von Jena, die nach Napoleon und seinen Marschällen Jean Lannes und Charles Pierre François Augereau benannt sind

Zum 180. Jahrestag im Jahre 1986 führte der Kulturbund der DDR eine Gedenkveranstaltung zur preußischen Niederlage bei Kapellendorf durch. Dabei wurden die Gefechte durch Soldaten in historischen Uniformen nachgestellt. Die Bürgermeisterin von Kapellendorf begrüßte am Denkmal auf dem Sperlingsberg die Gäste der mehrtägigen Veranstaltung.
Aus Anlass des 200. Jahrestages der Doppelschlacht wurde die Schlacht am 14. Oktober 2006 mit 1.800 Teilnehmern auf einem 600 m mal 800 m großen, umzäunten Gelände nahe der Ortschaft Cospeda nachgestellt. Jährlich werden im Oktober, zeitnah zum historischen Datum, durch den Verein AG „Jena 1806 e. V.“ Gedenkveranstaltungen organisiert. Alle fünf Jahre findet diese in einem größeren Rahmen statt. Während der 210. Nachstellung der Schlacht entstand der preisgekrönte Kurzfilm „Into the Battle“ von David Cebulla.
In der Nähe von Jena sind mehrere Wanderwege nach Napoleon und einigen seiner Marschälle benannt. In den Dörfern Cospeda (hier das Museum 1806), Lützeroda und Vierzehnheiligen bei Jena erinnern mehrere Gedenktafeln, Gedenksteine und Wandmalereien an die Schlacht.
In Paris sind die am Eiffelturm gelegene Seine-Brücke Pont d’Iéna (1814) und die Avenue d’Iéna (1858) samt ihrer Metrostation (1923) nach der Schlacht benannt.
Die französische Marine erinnerte mit folgenden Schiffen namens „Jena“ an Napoleons Sieg: Eine Korvette (1807–1810), ein 110-Kanonen-Linienschiff (1814–1864) und ein Panzerschiff von 1897, das 1907 im Hafen von Toulon explodierte. Danach erhielt kein Kriegsschiff mehr diesen Namen.

### Moderne Analysen
- Frank Bauer: Jena 14. Oktober 1806. Der erste Teil von Preußens Debakel (= Kleine Reihe Geschichte der Befreiungskriege 1813–1815, H. 33). Potsdam 2011.
- Frank Bauer: Auerstedt 14. Oktober 1806. Das Finale von Preußens Debakel (= Kleine Reihe Geschichte der Befreiungskriege 1813–1815, H. 34). Potsdam 2011.
- Holger Nowak, Birgitt Hellmann, Günther Queisser, Gerd Fesser: Lexikon zur Schlacht bei Jena und Auerstedt 1806. Personen, Ereignisse, Begriffe. Ergänzte und berichtigte Rohfassung. Städtische Museen Jena, 2006.
- Gerd Fesser: 1806 – Die Doppelschlacht bei Jena und Auerstedt. Verlag Dr. Bussert & Stadeler, Jena/Quedlinburg 2006, ISBN 3-932906-70-5.
- Detlef Wenzlik, Wolfgang Handrick: Die Schlacht von Auerstedt – 14. Oktober 1806. VRZ Verlag Zörp, Hamburg 2006, ISBN 3-931482-00-6.
- Die Schlacht bei Jena und Auerstedt am 14. Oktober 1806. Eine Produktion von Jena Kultur/Stadtmuseum Jena in Zusammenarbeit mit dem Institut zur militärgeschichtlichen Forschung Jena 1806 e. V. und G-VIDEO Wuppertal. DVD. 47 Min. Jena 2006.
- Holger Nowak, Birgitt Hellmann (Hrsg.): Die Schlacht bei Jena und Auerstedt am 14. Oktober 1806. Städtische Museen, Jena 2005, ISBN 3-930128-17-9 (Ausstellungskatalog).
- Werner Meister: 200 Jahre Schlacht bei Jena und Auerstedt – Die Auerstedter Ereignisse am 14. Oktober 1806. Auerstedt 2005.
- Olaf Jessen: „Preußens Napoleon“? Ernst von Rüchel. 1754–1823. Krieg im Zeitalter der Vernunft. Schöningh, Paderborn 2007, ISBN 978-3-506-75699-2 (zugl.: Dissertation, Universität Potsdam 2004).
- Arnaud Blin: Iéna. Octobre 1806. Perrin, Paris 2003, ISBN 2-262-01751-4.
- Gunther Rothenberg: Die Napoleonischen Kriege. Brandenburgisches Verlagshaus, 1999/2000, ISBN 3-89488-134-8.
- Gerd Fesser: Umbruch im Schatten Napoleons: die Schlachten von Jena und Auerstedt und ihre Folgen (= Bausteine zur Jenaer Stadtgeschichte; 3). Verlag Bussert, Jena 1998, ISBN 3-9804590-9-8.
- Gerd Fesser: Jena und Auerstedt. Der preußisch-französische Krieg von 1806/07. Glaux-Verlag, Jena 1996, ISBN 3-931743-07-1.
- Günter Steiger: Die Schlacht bei Jena und Auerstedt 1806. Herausgegeben von der Gemeindeverwaltung Cospeda in Verbindung mit Marga Steiger; bearbeitet von Joachim Bauer und Klaus-Peter Lange [basierend auf der älteren Version von 1981, DDR]; 2. bearb. und erw. Auflage. Verlag Gerhard Seichter, Rudolstadt 1994, ISBN 3-930702-00-2.
- Karl-Volker Neugebauer (Hrsg.; im Auftrag des Militärgeschichtlichen Forschungsamtes, Breisgau): Grundzüge der deutschen Militärgeschichte. Band 1. Rombach Verlag, Freiburg 1993, ISBN 3-7930-0662-6.
- Ruth-Barbara Schlenker: „Ponapart, ein rechter Eisenfresser und unser Feind dazu“ – Die Schlacht bei Auerstedt und andere Katastrophen (= PS08).
- Wolf-Jörg Schuster: Man lädt uns ein zum Stelldichein. Napoleon in Thüringen 1806. Jenzig-Verlag Köhler, Jena 1993, ISBN 3-910141-06-4.

### Tagungen
- Mathias Tullner, Sascha Möbius (Hrsg.): 1806. Jena, Auerstedt und die Kapitulation von Magdeburg. Schande oder Chance? Protokoll der wissenschaftlichen Tagung vom 13. bis 15. Oktober 2006 in Magdeburg (= Beiträge zur Regional- und Landeskultur Sachsen-Anhalts. H. 46). Landesheimatbund Sachsen-Anhalt, Halle 2007, ISBN 978-3-928466-99-8.

### Ältere Darstellungen
- Johann Adam Krippendorf: Schilderungen der merkwürdigsten Kriegsbegebenheiten bey Auerstädt (1806). Carl August Wild, Naumburg 1808; Nachdruck: Wartburg-Verlag, 1992, (Nachdruck der 3. Auflage Apolda, Stadtsulza Verlag der Thüringer Montagszeitung von 1808, Herausgeber: Klaus-Peter Lange), ISBN 3-86160-066-8.
- Carl von Clausewitz: Nachrichten über Preußen in seiner größten Katastrophe (1823/24). In Auszügen abgedruckt in: Gerhard Förster (Hrsg.): Carl von Clausewitz – Ausgewählte militärische Schriften. Berlin 1981, S. 76–124.
- Frederic N. Maude: The Jena Campaign 1806. Swan Sonnenschein, London 1909, Digitalisat im Internet Archive.
- Francis L. Petre: Napoleon's conquest of Prussia 1806 (= Napoleonic library; 23). Greenhill Books, London 1993, ISBN 1-85367-145-2. (Reprint der Ausgabe London 1907).
- Johann Gustav Droysen: Das Leben des Feldmarschalls Grafen Yorck von Wartenburg 7. Auflage. 2 Bände. Insel Verlag, Leipzig 1913.
- Fr. Rud. von Rothenburg: Die Schlachten der Preußen und ihrer Verbündeten von 1741 bis 1815. Melchior Verlag, 2006, ISBN 3-939791-12-1. (Reprint der 2. verbesserten Auflage von 1847)
- Leipziger Lehrerverband (Hrsg.): Im Kampf um Freiheit und Vaterland 1806–1815. 9. Auflage. Alfred Hans Verlag, Leipzig 1918.
- Hermann Müller-Bohn: Die deutschen Befreiungskriege. Erster Band. Verlag von Paul Kittel/Historischer Verlag in Berlin, 1901.
- Paul Schreckenbach: Der Zusammenbruch Preußens im Jahre 1806. Eine Erinnerungsgabe für das deutsche Volk. Mit 100 Illustrationen und Beilagen nach zeitgenössischen Darstellungen. Diederichs, Jena 1906.

### Augenzeugen- und Militärberichte
- 1806. Das Preußische Offizierkorps und die Untersuchung der Kriegsereignisse. Hrsg. v. Großen Generalstab. Berlin 1906. (Die Aussagen der wichtigsten Beteiligten für die Untersuchungskommission 1807 und 1808). Digitalisat
- P. Foucart (Hrsg.): Campagne de Prusse – (1806) d’apres les archives de la guerre – IENA. Librairie Militaire Berger-Levrault, Paris 1887, (Zusammengestellte Befehle, Korrespondenz und Bulletins des französischen Kriegsarchives mit Kommentaren)
- Ruthard von Frankenberg: Im Schwarzen Korps bis Waterloo. Memoiren des Majors Erdmann von Frankenberg. edition von frankenberg, Hamburg 2015, ISBN 978-3-00-048000-3.
- Birgitt Hellmann (Hrsg.): Bürger, Bauern und Soldaten. Napoleons Krieg in Thüringen 1806 in Selbstzeugnissen (= Bausteine zur Jenaer Stadtgeschichte; 9). Hain-Verlag, Weimar 2005, ISBN 3-89807-082-4.
- Christina Junghanß (Hrsg.): Meine Hegira. Tagebuchaufzeichnungen von 1806. Stadtmuseum, Weimar 1997, ISBN 3-910053-30-0. (Erlebnisbericht von Friedrich Justin Bertuch)
- Klaus-Peter Lange (Hrsg.): Schilderungen der merkwürdigsten Kriegsbegebenheiten bei Auerstädt. Neuauflage. Wartburg-Verlag, Jena 1992, ISBN 3-86160-066-8 (Erlebnisbericht des Fleischermeisters Johann Adam Krippendorf)
- Journal historique des 3. Korps von Davout, 1809.
- Klaus von See, Helena Lissa Wiessner (Hrsg.): Heinrich Luden, Johanna Schopenhauer. Die Schlacht von Jena und die Plünderung Weimars im Oktober 1806. Universitätsverlag Winter, Heidelberg 2006.

### Anekdoten
- Heinrich von Kleist: Anekdote aus dem letzten preußischen Kriege. In: Ders.: Sämtliche Erzählungen und Anekdoten. Dtv, München 1995, ISBN 3-423-02033-4 (1810–1811 erstmals erschienen in den Berliner Abendblättern).

### Gedichte
Die Schlacht regte zahlreiche zeitgenössische Autoren zu Veröffentlichungen in Gedichtform an, darunter Moritz Ferdinand Gustav von Rockhausen. Eine Auswahl, auch des sonstigen publizistischen Echos, bot im Jahr 1906 Paul Schreckenbach.